# Willem van Saint-Thierry

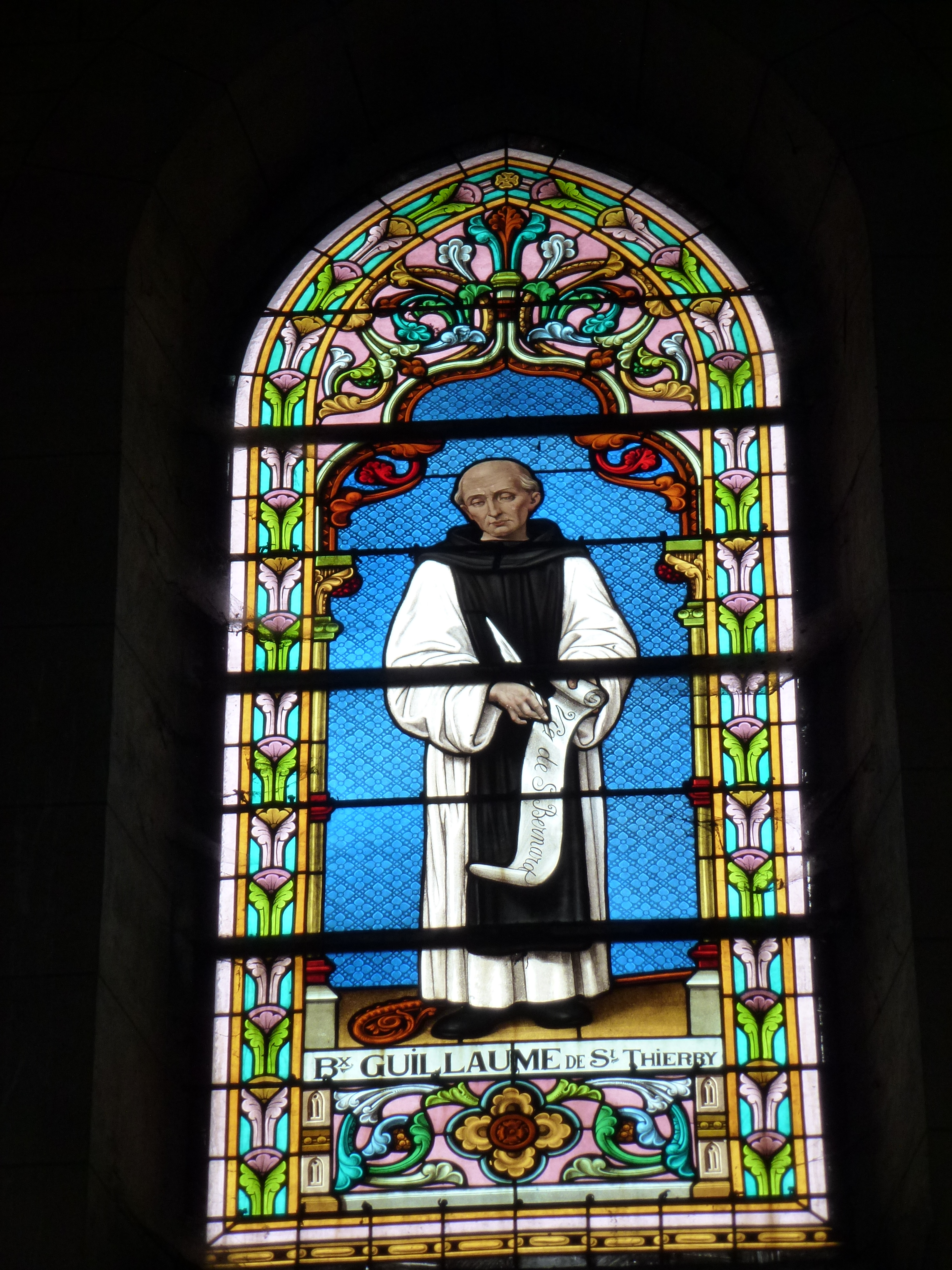
Willem van Saint-Thierry in zijn pij van cisterciënzer
Glas in lood, cisterziënzerabdij van Signy

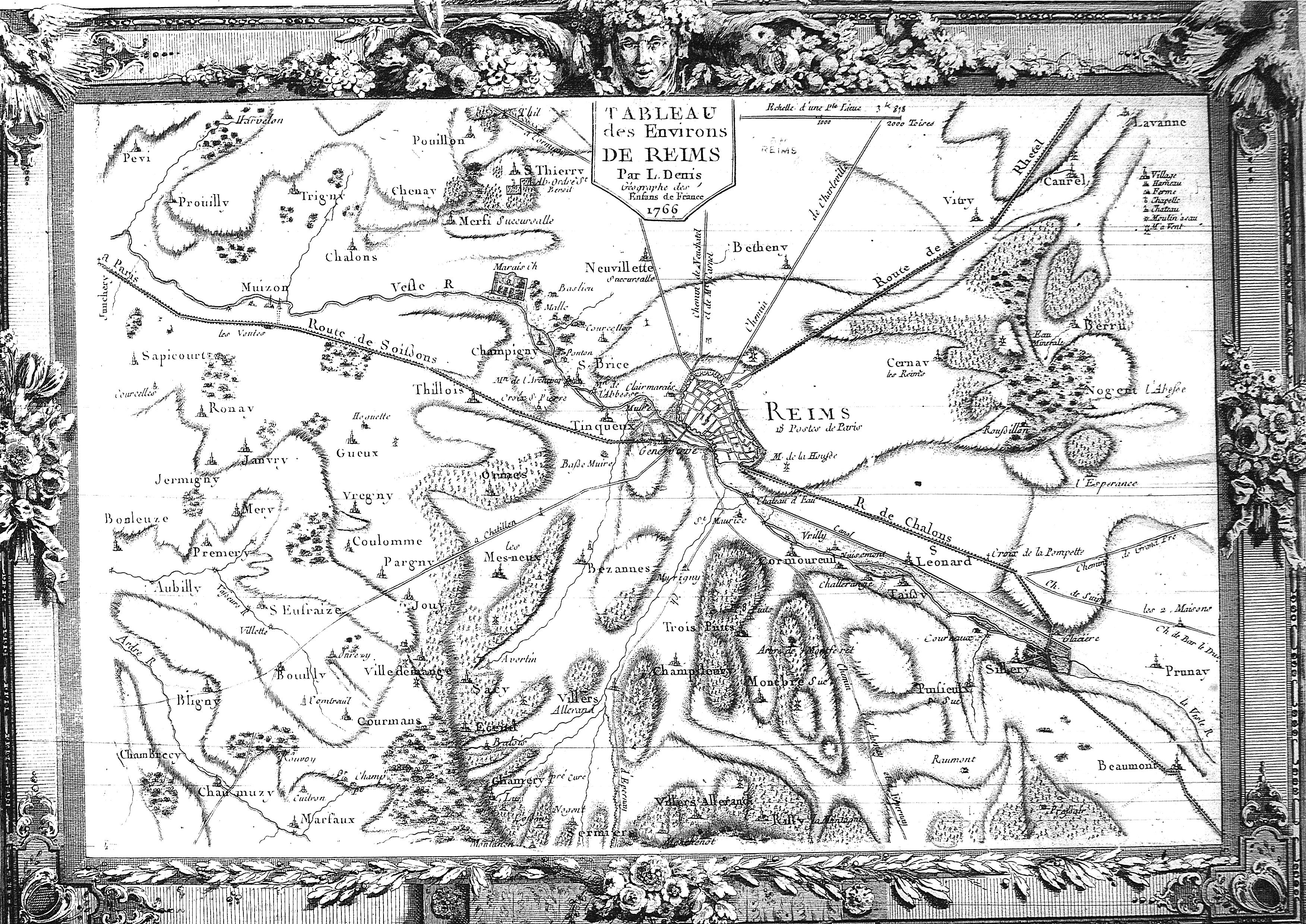
Kaart met de 2 benedictijnenabdijen bij Reims waar Willem woonde: eerst ten zuiden in Rilly-la-Montagne, nadien ten noorden in Saint-Thierry.

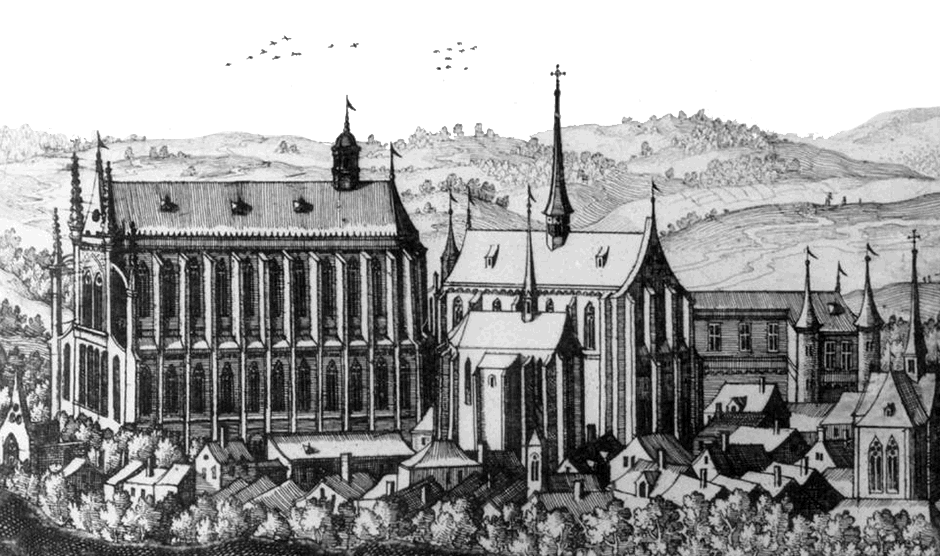
Cisterciënzerabdij van Signy

Willem van Saint-Thierry (Luik, circa 1080 - Signy-l'Abbaye, 8 september 1148) was een middeleeuws theoloog in de school van Bernardus van Clairvaux.
Hij was eerst benedictijn, zelfs abt van Saint-Thierry bij Reims, vandaar zijn naam. Nadien veranderde hij van orde en werd hij cisterciënzer monnik, zoals Bernardus van Clairvaux. Daarnaast leefde hij ook af en toe bij kartuizers.

## Levensloop

### Benedictijn
Willem werd geboren in een gegoede familie in Luik, tussen de jaren 1075 en 1085. Hij studeerde samen met zijn broer Simon de artes liberales in de kapittelscholen van Luik en Reims. Willem kreeg les van de bekende lesgever Anselmus van Laon, zoals hijzelf later schreef. In 1113 trad hij in bij de benedictijnen van Reims: de benedictijnenabdij van Saint-Nicaise lag ten zuiden van Reims, op de berg met de naam Montagne de Reims. Vandaag is dit de gemeente Rilly-la-Montagne. Enkele jaren later werd hij bevorderd tot abt van de benedictijnenabdij van Saint-Thierry, ten noorden van Reims, op de berg Mont Hor, vandaag de gemeente Saint-Thierry.
Abt Willem stuurde aan op hervormingen binnen de kloostermuren van de benedictijnen. Hij botste evenwel op weerstand en in 1135 veranderde hij van orde. Zijn zwarte pij van benedictijn wisselde hij in een witte pij van cisterciënzer.

### Cisterciëncer
Onder invloed van zijn vriend en mentor Bernardus van Clairvaux werd Willem cisterciënzer monnik (1135). Bernardus wenste Willem niet in Clairvaux, aangezien Bernardus meende dat Willem abt had moeten blijven. Daarom stuurde Bernardus hem naar de cisterciënzers van Signy zodat deze het aartsbisdom Reims niet verliet.
Willem schreef brieven naar Bernardus van Clairvaux en naar Geoffrey de Lèves, bisschop van Chartres, om de theoloog Petrus Abaelardus aan te klagen. Willem noemde Petrus wel zijn vriend, maar klaagde 13 theologische stellingen van hem aan. Het ging onder meer om de namen van de Heilige Drievuldigheid, de relativering van het geloof en van het kwade, alsook de kritische zin van Petrus waarmee Willem niet kon leven. Deze verwoordde Willem in zijn Disputatio adversus Petrum Abelardum. Willem vroeg Willem van Sens, aartsbisschop van Sens, om een concilie bijeen te roepen over de zaak Petrus Abaelardus. Willem en Bernardus waren gevormd in de theologie van Augustinus van Hippo en van de Cappadocische kerkvaders. Hier was geen plaats voor de rede noch voor kritische zin, wat scholastici zoals Petrus Abaelardus dan wel hadden. Tijdens het concilie van 1140-1141 in Sens werd Petrus Abaelardus veroordeeld; deze vertrok uit protest naar Rome doch stierf onderweg in Cluny.
Bernardus van Clairvaux had een aparte cel voor hem bij de kartuizers van Le Mont-Dieu in Noord-Frankrijk. Hier trok hij zich regelmatig terug. Willem wou hetzelfde doen in de bossen van Le Mont-Dieu; hij kreeg uitzonderlijk de toelating van Bernardus om het cisterciënzerklooster van Signy te verlaten. Willem schreef lovend over de spiritualiteit van de kartuizers die leven in afzondering, in zijn brief Epistola ad Fratres de Monte Dei-de vita solitaria. Hij verbleef enkele malen in Mont-Dieu.
Willem stierf in Signy in 1148. In 1215 werd zijn gebeente van het cisterciënzerkerkhof naar de kerk zelf gebracht. Dit had te maken met de verering van de cisterciënzers voor Willem van Saint-Thierry, als een van de grondleggers van hun spiritualiteit.

## Enkele geschriften
De volgende geschriften zijn toegeschreven aan Willem van Saint-Thierry. Ze handelen steeds over mystiek en geloof.
- Disputatio adversus Petrum Abelardum
- Epistola ad fratres de Monte Dei de vita solitaria
- De sacramento altaris
- Speculum fidei
- Aenigma fidei
- De contemplando Deo
- Meditativae Orationes
- De natura corporis et animae
- De erroribus Guillelmi de Conchis
- Expositio in Epistolam ad Romanos
- Vita Sancti Bernardi
- Excerpta in libris Sancti Gregorii papae super Cantica Canticorum
- Brevis commentatio in priora duo capita Cantici Canticorum